# Lars Givell
Lars Fred Givell, född 23 december 1936 i Hofors, är en svensk tecknare, teckningslärare och träkonstnär.    
Givell studerade vid Teckningslärarinstitutet och skulptur vid Konstfackskolan i Stockholm. Han har medverkat i samlingsutställningar på Gävle museum, Hudiksvalls museum, Sandvikens konsthall och på Galleri Astley i Uttersberg. Bland hans offentliga arbeten märks utsmyckningarna för Vibacka ålderdomshem, Gäverängeskolan och simhallen i Ockelbo, Hasselahemmet, nya brandstationen Hudiksvall, Karlslunds servicehus i Bollnäs, Mora lasarett, Bomhus hälsocentral i Gävle, Kyrkskolan i Österfärnebo, Sätraskolan i Sandviken, Sätra barnstuga och Tranmursskolan. Hans konst är abstrakt och expressionistisk med motiv från Ölands alvarsmarker och Gästrikland. Han utgav 2008 boken Abstrakter som speglar ett livs arbete genom 22 målningar. Givell är representerad vid Statens konstråd, Gävle museum och i ett flertal kommuner och landsting.